# ロン・マーレニー
ロナルド・チャールズ・マーレニー(英語: Ronald Charles Marlenee, 1935年8月8日 - 2020年4月26日)は、アメリカ合衆国の政治家、共和党員。通称のロン・マーレニーとも呼ばれる。
1977年から8期に渡ってアメリカ合衆国下院議員を務めた。

## 経歴・人物
マーレニーは1935年8月8日にモンタナ州ダニエルズ郡スコービーで父チャールズ・マーレニー、母マーガレット(旧姓: ダルチュク)の間に生まれた。スコービー高校を卒業後、モンタナ州立大学、モンタナ大学で教育を受け、実家の農場の手伝うため、スコービーに戻った。その後、アイオワ州メーソンシティにあるライシュ競売学校を卒業し、モンタナ州で家畜の競売人として活躍した。

### 政治家として
マーレニーは熱心な共和党員として活動し、地元ダニエルズ郡の共和党でいくつかのポストを経験した。1976年選挙で下院議員に当選を果たして以降、8期連続でにわたって第95回連邦議会議員に選出された。1977年1月3日から1993年1月3日まで、7回の再選を果たしたが、これは。下院議員時代は、政府による国民生活への関与を減らすことを信条としていたため、政府の法案をたびたび否決し、「ドクター・ノー」の異名をとった。下院では、内務委員会と農業委員会に所属していた。環境保護主義者たちはマーレニーの投票を批判し、1992年には環境保護団体の「エンバイロメンタル・アクション」から議会の「ダーティ・ダズン」の1人に選ばれた。
1990年の国勢調査の結果、モンタナ州に配分される下院議員議席が2議席から1議席へと減らされた。そのため、1992年に２つの選挙区が廃止され、定数1のモンタナ州全州選挙区が設置された。1992年選挙でマーレニーは、第1選挙区の民主党現職議員パット・ウィリアムズと議席を争ったが、接戦の末落選した。以後、マーレニーは政界を離れ、公職選挙へ立候補することはなかった。

### 政界引退後
マーレニーは妻シンディと息子ケイシーとともにモンタナ州ボーズマンに移り住んだ。公職からは離れたものの、モンタナ州の政治活動に積極的に参加し、共和党の候補者のための選挙資金パーティーを主催した。また、マーレニーはさまざまな団体のロビイストとしても活躍した。さらに、ワシントンD.C.にあるハンティングクラブ「サファリクラブ・インターナショナル」の立法担当ディレクターとなり、モンタナ州の政治団体「ウエスタン・トラディション・パートナーシップ」（現「アメリカン・トラディション・パートナーシップ」）を共同設立したほか、モンタナ州マイルズシティにある退役軍人の記念館の責任者も務めた。
2020年4月26日、ボーズマンで死去。

## 政治的立場
マーレニーは、共和党保守派として知られており、中小企業の擁護と、憲法修正第2条の権利(人民の武装権)の保護に務めたほか、小さな政府とバランスのとれた予算を目指す財政保守主義者である。また、連邦政府が州の土地を管理することに反対し、農業問題にも取り組み、特に家族経営の農場や中小企業の経営者のニーズを重視していた。
マーレニーは、自らことを「マルチユース」と表現し、掘削、採掘、レクリエーションなど、公有地を複数の目的で複数回にわたって使用することを信条としていた。特に環境保護主義者に対しては毅然とした態度で臨み、自然保護主義者のことを「シダを感じる人と草原の妖精」と呼んでいた。